# مانو (بازیکن فوتبال، زاده ۱۹۷۳)
مانو (انگلیسی: Manu؛ زادهٔ ۲۷ سپتامبر ۱۹۷۳) بازیکن فوتبال اهل اسپانیا است.